# プチカラット
『プチカラット ジェムストーン王国の世界』（ぷちからっと じぇむすとーんおうこくのせかい、Puchi Carat）は、タイトーのアクションパズルゲーム。日本では1997年10月よりアーケードゲームとして稼働を開始。アーケード版のシステム基板は同社製の「F3システム」を使用している。 
開発はタイトーTG生産開発部およびI.T.L.が行い、プロデューサーは『スペースガン』（1990年）を手掛けた谷口敦、ディレクターは『バブルメモリーズ』（1996年）を手掛けた藤渡尊浩、音楽は『ファイターズインパクト』（1996年）を手掛けた渡部恭久が担当している。
後年、様々な家庭用ゲーム機へ移植された。それらについては本項の#移植版にて詳述する。
サブタイトルは公式の表記ではほとんどにおいて省略されており、本項ではサブタイトルなしを記事名としている。

## 概要
科学と魔法が同居する世界「ジェムストーンズ」を舞台とし、プレイヤーは後述する12キャラクター（双子がいるが二人一組でカウント。隠しキャラも1人存在するので厳密には14キャラクター）の中から1つ選び、他のキャラと対戦して勝ち抜き最終的には12種類集めると願いが叶うと言われる「秘石」を全て集める事を目的とする。
ゲームシステムはタイトー社における『ブロックくずし』ものの元祖『アルカノイド』（1986年）に同社のアクションパズル『パズルボブル』（1994年）の「ぶつけてちぎって落とす」要素を加えている。
当時のACゲームの流行に沿って別プレイヤーと対戦するモード（※）が存在する。（一人プレイでもコンピュータが別キャラを担当して対戦することになる）。
（※）ゲーム中では「たいせんも～ど」と呼称。以下のモードでも実際は「○○も～ど」と表記されているが、本文中では「モード」と表記する。
このほか、ソロプレイヤーのためにキャラクター同士のストーリー展開がメインとなる「おはなし」モードに、ゲームのみプレイしたい人向けの「うでだめし」といった多彩なモードが用意されている。（家庭用ゲーム機で追加されたモードについては後述）
キャラクター操作は『パズルボブル』と異なり始祖的存在の『ブロックくずし』に立ち返ってパドル（ダイヤル式コントローラー）を使用する。（家庭用ゲーム機への移植版でも、何らかの形でパドル操作に対応している場合が多い）

## ゲーム内容
※この項では読みやすいようにモード名の一部に漢字を当てている。
ダイヤル式コントローラーとボタン（ボール発射）で操作するパドルを使ってボールを打ち返し、ボールが当たったブロックは消滅する（特殊なブロックは例外もあり）。ブロックは上部からぶら下がるようにして徐々に下に降りてくるが、他のブロックから切り離されて孤立するとその部分が「ちぎれて」落下する。ちぎったブロックの数に応じて対戦相手のフィールドに攻撃ブロックが送り込まれ、ブロックが画面下部のデッドラインまで到達すると敗北（ゲームオーバー）となる。
通常のブロック崩しと異なりブロックの形は宝石を模した円に近い八角形。また、画面下部には壁があるためボールを下に落としてもミスにはならないが、下の壁にボールが当たる度にブロックが上から追加されるので、あまり頻繁に下に落とすのは危険である（ちぎって落とすブロックを増やすため、わざと下に落とすことも戦略となる）。
プレイヤーキャラクターの数は秘石を持つ12キャラクターに隠れキャラクターである「パトラ子」（同社の別ゲーム『クレオパトラフォーチュン』の主人公）を加えた全13キャラクター。お話モードは12の秘石を全て集めるのが目的のため、通常キャラクターは基本的に全11ステージだが、パトラ子の乱入によって全12ステージとなる場合がある。最初から秘石を持たないパトラ子は全12ステージとなる。
腕試しモードについて、【パドルがボールを打ち返して作ることができる弾道は8種類しかない】ので、完全なパターンゲームとなり、練達者はゲーム画面で一切弾をおいかけることはせず、パドルのポジション（かんたんは33箇所、ふつう、むずかしいは37箇所ある）を順にあわせるというプレイを行っていた。
そのため実際にハイスコア争いが行われた際、パターンが煮詰まってからは完全に同じスコアになる現象が続出しカウンターストップでもないのに「全国X名にて達成」と記録されることがあった。（例：マイコンベーシックマガジン1998年8月号）
おはなしモードで10クレジット以上使ってクリアするとエンディングが変化。1クレジットクリアすると真のエンディング。ノーマルエンディングもある。

## ストーリー
ここは科学と魔法が同居する世界「ジェムストーンズ」。その象徴であるオプティカル神殿には12種の「秘石」が埋め込まれていた。しかし、盗人のグロッシュラーが秘石を盗んでから魔法の勢力が強い者が世界を支配するようになっていった。
「12個の秘石が集まると願いが叶う」人々はそう信じていた。
そして時が流れ、科学文明が発展してくると、魔法で国家権力を握っていた者はその権力を保持するため伝説の秘石の噂を流して事態を沈静化させようとしていた。

## 登場キャラクター
名前の由来は各々の秘石（＝生まれ月の誕生石）から。
ガーネット・グロッシュラー
- 声 - くまいもとこ

500年前に秘石を盗んだ盗人グロッシュラーの子孫。両親が無実の罪で国家に捕らえられて以来国家を憎むようになる。パーズの野望を打ち砕くために秘石探しに出る。シストとは幼なじみ。趣味は高い所に登ること。手袋に秘石（ガーネット）をつけている。1月1日生まれ。
シスト・コランダム
- 声 - 浅田葉子

裕福な家庭の次女として生まれる。勝ち気な姉サファイアと金の亡者と化した両親のもとで育ったせいか気弱でおどおどした性格の女の子で、対戦中の台詞にぶりっ娘の一面を覗かせる。めがねをかけ、ブルーグレーの髪を三つ編みにしている。趣味はあやとり。家族を元通り仲良くさせるために秘石を探す。ガーネットとは幼なじみ。帽子に秘石（アメジスト）をつけている。2月10日生まれ。
アクア・ベリルマリン
- 声 - 柴田由美子

元貴族の長女。おっとりとした楽天的な性格。床が付くほど長い緑色のプリンセスラインドレスを着、白い手袋を両手に嵌めており、日傘を差している。パーズは兄であるが、彼が国家に勤めていることはアクア自身を含め家族全員知らない。「ルンルンですわ」「イケイケですわ」など「繰り返し言葉」を使うのが口癖。趣味はドレスやスーツなどの洋服集めで、秘石を集めるのも洋服のため。額のサークレットに秘石（アクアマリン）をつけている。3月3日生まれ。
シーモンド
- 声 - 柴田由美子

イミテーション家で働いていたメイド妖精。小さいながらも力持ちで、たいていの家事はこなせる。イミテーション家の息子のことを「坊っちゃま」と呼んで慕っている。ある日、イミテーション家の主人が息子を連れて秘石探しに出てしまい、失職してしまうが、その後を追って彼女も秘石探しに出ることにする。趣味は日記。体に対して秘石（ダイヤモンド）が大きいため、腕に提げている。ちなみに名前の由来は炭素の元素記号「C」と「（ダイヤ）モンド」を合成したもの。4月29日生まれ。
ルミニー・ラルド
- 声 - くまいもとこ

考古学者を父にもつ発明好きの少年。父の影響でファミリーネーム（姓）を先に名乗っている。国家に科学の良さを証明するために秘石を探す。普段はおとなしいが、本人の前で科学を馬鹿にするような発言をするとマッドサイエンティストな本性が顔を出す。趣味は発明とジャンクパーツ集め。秘石（エメラルド）はネクタイピンについている。5月3日生まれ。
パール・アラゴナイト&デール・アラゴナイト
- 声 - 馬場澄江

薬屋を営む家庭に生まれた双子。パールが姉でデールが弟。7歳のときに薬の調合中の事故で両親を亡くして以来、明るい性格のパールが接客を担当し、無口なデールが薬を調合している。パールはいわゆる「いまどきの女子高生」のような話し方をする（「〜ってゆーか」「〜だしぃ」等）。デールは姉にべったり（所謂シスコン）であり、姉のことになると見境が無くなってしまう一面も持っている。亡くなった両親を生き返らせるために秘石を探す。趣味は料理（パール）と読書（デール）。秘石（真珠）はパールの胸のリボンについている。ともに6月16日生まれ。
ビー
- 声 - くまいもとこ

「ボーボー」「ボビャー」としかしゃべれない見た目は毛むくじゃらの動物だが、実は豪商オーギュスト・コランダムのなれの果て。妻と一緒に長女サファイアに説教をしていたところ、逆上したサファイアに獣化魔法をかけられたが、魔法が不完全だったため人間の記憶を持ちながら姿形は人間と程遠いものになってしまった。趣味は光るもの集め。獣化してからニンジンが好物になった。元の姿に戻るため秘石を集めている。秘石（ルビー）はへそについている。7月20日生まれ。
ペリードット
- 声 - 浅田葉子

正体は豪商オーギュスト・コランダムの妻リビン。夫と一緒に長女サファイアに説教をしていたところ、逆上したサファイアに獣化魔法をかけられた。人間の記憶はほとんど消え、姿形は人間に近いものの、耳と尻尾が生えて手が獣化、さらに若返ってプロポーションが良くなってしまった。ついには男遊びまで覚えてしまい、煽情的な服を着て盛り場に入り浸っては逆ナンパをするのが趣味になってしまった。踊りと歌もうまく、オリジナルサントラの中では嫌がるガーネットたちを無理やり自分のライブに連れてきている。秘石集めは世の中の男を全て自分のものにし、女王として君臨するため。秘石（ペリードット）は首輪についたチェーンの先についている。8月13日生まれ。
サファイア・コランダム
- 声 - 柴田由美子

金の亡者と化した両親に嫌気が差し、両親とけんかばかりの日々を過ごしていたが、パーズと出会い師弟関係になる。ある日、両親に説教されたため逆上し、両親に獣化魔法をかけて家を出てしまう。しかし、魔法が不完全だったため更なる強力な魔法を手に入れるために秘石探しに出る。シストは妹。趣味はネイルアート。秘石（サファイア）は魔法のステッキについている。9月25日生まれ。
オパー
- 声 - 高山勉

かつては国家で働いていた凄腕の魔法使いだったが、年とともに魔力が弱ってきたためお払い箱になってしまった。若い頃にもてていた経験から体を鍛えており、筋肉質の体であるが、男も女も好きで（バイセクシャル）気に入らない人にはすぐ説教をする困った性格の持ち主でもある。秘石探しは若い頃の輝きを取り戻すため。趣味は体を鍛えることと花の観賞。秘石（オパール）は左眼の義眼。10月10日生まれ。
パーズ・ベリルマリン
- 声 - 高山勉

元貴族の長男。過去の物となってしまった貴族をふたたび復興すべく魔法の修行をし、国家の実権を握ろうとする。しかし、世は科学の時代を迎えつつあったため「秘石」の噂を流してふたたび魔法の支配する国家にしようと企む。国家に潜入していることは家族に隠しており、内緒で家に送金をしている。趣味は詩を書くこと。秘石（トパーズ）は襟の飾り。11月3日生まれ。
ルコ・ハウライト
- 声 - 馬場澄江

両親が離婚し、父親に引き取られる。しかし継母に相手にされなかったため家出する。そのせいか性格が少し屈折している。幼さゆえ舌っ足らずで語尾に「〜なのよさ」をつけるのが口癖。いつも頭にクミクミというペットを乗せている。世の中全ての人間を支配するために秘石探しをしている。趣味はイタズラと変なグッズ集め。秘石（トルコ石）はクミクミの額についている。12月30日生まれ。
パトラ子
- 声 - 浅田葉子

前述の隠しキャラ。いつのまにかジェムストーン国に迷い込み、プトレマイオスの実家に帰りたがっている。秘石の噂は知らなかったらしい。趣味はコスプレだが、「クレオパトラ…」よりも種類が増えている。

## 移植版
移植された大半の家庭用ゲーム機には標準でパドルコントローラーが存在していないので、通常のパッドコントローラーで操作することが基本となるが、パドル操作に対応しているケースも多い。
| No. | タイトル                | 発売日                      | 対応機種                                                 | 開発元                      | 発売元                           | メディア                                                 | 型式                       | 備考                                                                    | 出典                    |
| --- | ----------------------- | --------------------------- | -------------------------------------------------------- | --------------------------- | -------------------------------- | -------------------------------------------------------- | -------------------------- | ----------------------------------------------------------------------- | ----------------------- |
| 1   | プチカラット            | 1998年6月25日 1999年        | PlayStation                                              | タイトーCP生産開発部 I.T.L. | タイトー Evolution Entertainment | CD-ROM                                                   | SLPS-01435 SLES-02070      |                                                                         |                         |
| 2   | プチカラット            | 1999年4月23日 2000年        | ゲームボーイカラー                                       | タイトーCP生産開発部 I.T.L. | タイトー Evolution Entertainment | 8メガビットロムカセット                                  | DMG-ACUJ-JPN DMG-AIQP-EUR  | 通信ケーブル対応 スーパーゲームボーイ対応                               |                         |
| 3   | プチカラット            | 2000年6月22日               | PlayStation                                              | タイトーCP生産開発部 I.T.L. | タイトー                         | CD-ROM                                                   | SLPM-86545                 | 廉価版                                                                  |                         |
| 4   | プチカラット            | 2000年7月1日                | ゲームボーイ                                             | タイトーCP生産開発部 I.T.L. | タイトー                         | フラッシュロムカセット （ニンテンドウパワー）            | -                          | ゲームボーイ版の移植                                                    |                         |
| 5   | タイトーメモリーズ 上巻 | 2005年7月28日               | PlayStation 2                                            | タイトー                    | タイトー                         | DVD-ROM                                                  | SLPM-66057                 | アーケード版の移植                                                      |                         |
| 6   | Taito Legends 2         | 2006年3月31日 2007年5月16日 | PlayStation 2 Xbox                                       | Empire Interactive          | Destineer                        | DVD-ROM                                                  | PS2: SLES-53852 SLUS-21349 | アーケード版の移植                                                      |                         |
| 7   | Taito Legends 2         | 2006年3月31日 2007年7月10日 | Windows                                                  | Empire Interactive          | Destineer                        | CD-ROM                                                   | -                          | アーケード版の移植                                                      |                         |
| 8   | プチカラット            | 2008年9月24日               | PlayStation 3 PlayStation Portable (PlayStation Network) | ※移植担当企業は未発表       | タイトー                         | ダウンロード （ゲームアーカイブス）                      | -                          | PlayStation版に仮想対応                                                 | [ 1 ] [ 2 ] [ 3 ] [ 4 ] |
| 9   | プチカラット            | 2012年8月29日               | PlayStation Vita                                         | ※移植担当企業は未発表       | タイトー                         | ダウンロード （ゲームアーカイブス）                      | -                          | PlayStation版に仮想対応                                                 |                         |
| 10  | プチカラット            | 2022年3月2日                | イーグレットツー ミニ                                    | 瑞起 ※移植担当企業          | タイトー                         | SDカード ※本機専用カード。市販製品へのコピー・上書き不可 |                            | アーケード版の移植。 拡張セット(後述)のSDカードに収録された10作品の一つ |                         |

PlayStation（PS1）版
家庭版オリジナルのオープニングアニメ画像が収録されている。また独自モードとして、50ライン消していく「タイムアタックモード」（最後には全消しストーンがある）と、出現するストーンを消していく「ずんずんモード」（50ラインごとにキャラクターが変更される）がある。
ナムコ（現・バンダイナムコエンターテインメント）社が同社のソフト用として販売していたPS1周辺機器「ボリュームコントローラー」を接続すると、AC版同様にパドル的な操作が可能となるが公式な対応ではない。（建前としては「繋いでみたら偶然使えてしまった」という体）
後年、PlayStation Storeの旧作ゲームダウンロードサービス「ゲームアーカイブス」を通して、仮想的にPS3・PSPおよびPS Vitaに対応。各機でプレイが可能となった。
ゲームボーイカラー版
オリジナルモードとして、バーチャルのトレーディングカードを集めるモードがある。また、条件を満たすとデールとクミクミが使用可能になる。
PlayStation 2 （PS2）版
オムニバスソフト「タイトーメモリーズ」上巻に収録。PS1版とは異なりAC版が「素」（家庭用ゲーム機への最適化は然程されていない）状態で移植されている。
イーグレットツー ミニ版
タイトーが何らかの形で関わったアーケードゲームを多数収録した「復刻系ゲーム機」の「ゲーム拡張セット」として、当機専用の周辺機器「パドル＆トラックボール」と、対応ソフト10作品を収録したゲームカードがセットになって同時リリースされ、このゲームカードに本作が収録されている。パドルの仕様などについては「イーグレットツー ミニ」のページを参照のこと。
なお、イーグレットツー ミニには本項の概要で述べた『パズルボブル』シリーズから『パズルボブル2X』が本体にプリインストールされているほか、「拡張セット」には『アルカノイド』シリーズ3作品も収録されている。

## スタッフ
アーケード版
- プロデューサー：谷口敦
- ディレクター：ふじと“FJT”たかひろ（藤渡尊浩）
- ゲーム・デザイン：谷口敦、ふじと“FJT”たかひろ（藤渡尊浩）、前田“ウッキー”千穂、二宮健、福崎真理、金子“慎吾 命♥”陽子、藤本“グレート”一弘、ディスティーノブ、渡部“Yack”恭久（ずんたた）
- キャラクター：前田“いのっち♥”千穂、二宮健、福崎真理、金子“三宅っち♥”陽子、藤本“ヒゲ同好会”一弘、ディスティーノブ、川石徹、池ノ谷武（ピーコック）、石川武彦（ピーコック）、小田智樹（ピーコック）、河合望（ピーコック）、川辺英子（ピーコック）
- サウンド：渡部“Yack”恭久
- デザイン：溝辺久美
- ソフト：金子道明 (I.T.L.)、粕谷智昭 (I.T.L.)、南雲泰人 (I.T.L.)
- キャラクター・デザイン：香宗我部“潤ちゃん♥”恭信
- 作画監督：中田正彦（コクピット）
- 原画：藤本“暴言大王”一弘、岩根雅昭（コクピット）、長縄宏美（コクピット）、池平千里（コクピット）、玉川昭洋（コクピット）、吉川美貴（コクピット）、本館耐（コクピット）
- 動画：上野千夏（コクピット）、大島嘉代（コクピット）、金石智也（コクピット）、大村まゆみ（コクピット）、香川貴志（コクピット）、北島由美子（コクピット）、杉山恭子（コクピット）、杉山典子（コクピット）、鈴木晃子（コクピット）、鈴木洋美（コクピット）、西尾公伯（コクピット）、松本丈寛（コクピット）、村松さつき（コクピット）、本館耐（コクピット）
- 原画・動画進行：渡辺正彦（コクピット）
- 録音：アバコクリエイティブスタジオ、ずんたたすたじお
- 協力：HALF H・P STUDIO、ピーコック、コクピット、杭州ユニテック、プチカラット制作委員会

PlayStation版
- プロデューサー：谷口敦、竹島栄治
- ディレクター：ふじと“FJT”たかひろ（藤渡尊浩）
- ゲーム・デザイン：谷口敦、ふじと“FJT”たかひろ（藤渡尊浩）、前田千穂、二宮健、福崎真理、カネコヨウコ、藤本“グレート”一弘、ディスティーノブ、渡部“Yack”恭久（ずんたた）
- キャラクター：前田千穂、二宮健、福崎マリ、カネコヨウコ、藤本“グレート”一弘、ディスティーノブ、川石徹、岡本和史、安河内寿男、はいぱー吉原、鹿島空里、小林大輔、ダイラゴリラ、池ノ谷武（ピーコック）、石川武彦（ピーコック）、小田智樹（ピーコック）、河合望（ピーコック）、川辺英子（ピーコック）
- サウンド：渡部“Yack”恭久（ずんたた）、ばびー（ずんたた）
- デザイン：橋爪直人、溝辺久美
- ソフト：金子道明 (I.T.L.)、南雲泰人 (I.T.L.)、粕谷智昭 (I.T.L.)、佐々木信也 (I.T.L.)
- キャラクター・デザイン：香宗我部恭信
- ゲームキャラ作画監督：中田正彦（コクピット）
- ゲームキャラ原画：岩根雅昭（コクピット）、長縄宏美（コクピット）、池平千里（コクピット）、玉川昭洋（コクピット）、吉川美貴（コクピット）、本館耐（コクピット）
- ゲームキャラ動画：上野千夏（コクピット）、大島嘉代（コクピット）、金石智也（コクピット）、大村まゆみ（コクピット）、香川貴志（コクピット）、北島由美子（コクピット）、杉山恭子（コクピット）、杉山典子（コクピット）、鈴木晃子（コクピット）、鈴木洋美（コクピット）、西尾公伯（コクピット）、松本丈寛（コクピット）、村松さつき（コクピット）、本館耐（コクピット）
- ゲームキャラ原画・動画制作進行：渡辺正彦（コクピット）
- アニメーション演出・絵コンテ・作画監督、エンディング原画：井上英紀（スタジオライブ）
- アニメーション・オープニング原画：吉川博明（スタジオライブ）、大島美和（スタジオライブ）、芦田豊雄（スタジオライブ）
- 動画チェック：石渡清美（スタジオライブ）
- 動画：堺美和（スタジオライブ）、高橋美香（スタジオライブ）
- 撮影・編集：笹原純（アートアニメスタジオ）
- 仕上：高橋さゆり（アートアニメスタジオ）
- 美術背景：板倉佐賀子（アニメ工房婆娑羅）
- キャスティング・プロデューサー：竹内康秀
- ナレーション録音：名倉靖、椎原操志（アバコクリエイティブスタジオ）
- 音響制作：HALF H・P STUDIO
- 録音：アバコクリエイティブスタジオ、ずんたたすたじお
- 協力：81プロデュース、スタジオライブ、ピーコック、コクピット、ポールトゥウィン、プチカラット制作委員会
- スーパーバイザー：松高誠三、鈴木喜博、緒方正樹、永田喜久、岩崎雄二、加藤敏明

ゲームボーイカラー版
- プロデューサー：大島司
- ディレクター：NANA PAPA
- ゲーム・デザイナー：KURIHARA、MICHIAKI、大島司
- オリジナル・ゲーム・デザイナー：谷口敦、藤渡尊浩、前田千穂、二宮健、福崎真理、藤本一弘、ディスティーノブ、YACK（渡部恭久）
- キャラクター・デザイナー：KURIHARA、SASAKIMI、MINAGAWA、金子陽子、ピーコック
- オリジナル・キャラクター・デザイナー：香宗我部恭信
- オリジナル音楽：渡部恭久 (ZUNTATA)
- パッケージ・デザイナー：かやまくみ
- ソフトウェア・マニュアル：橋爪直人
- プログラマー：MICHIAKI、WATANABE
- スーパーバイザー：谷口敦、藤渡尊浩

## 評価
PlayStation版
ゲーム誌『ファミ通』の「クロスレビュー」では合計21点（満40点）となっている。
ゲームボーイカラー版
ゲーム誌『ファミ通』の「クロスレビュー」では合計21点（満40点）となっている。